# Škofija Verona
Škofija Verona (latinsko Dioecesis Veronensis) je ena izmed škofij Rimskokatoliške cerkve v Italiji, katere sedež se nahaja v Veroni.

## Zgodovina
Škofija je bila ustanovljena v 3. stoletju.

## Organizacija
Škofija je trenutno del Metropolije Benetke.
Zajema površino 3.059 km², ki je razdeljena na 380 župnij.